# روزا ماريا أندريس رودريغز
روزا ماريا أندريس رودريغز (بالإسبانية: Rosa María Andrés Rodríguez)‏ مواليد 29 مايو 1977 في ليون، إسبانيا، هي لاعبة كرة مضرب إسبانية سابقة بدأت مسيرتها كمحترفة سنة 1993 وكانت تلعب باليد اليمنى، اعتزلت اللعب في 2005. أعلى تصنيف لها في الفردي كان المركز الـ 152 في سنة 1999. أعلى تصنيف لها في الزوجي كان المركز الـ 81 في سنة 2000.

## النهائيات

### الزوجي: 2 (1–1)
| الحصيلة | الرقم | التاريخ        | الدورة                        | الأرضية | الشريك                    | المنافس                            | النتيجة  |
| الوصافة | 1.    | 21 فبراير 2005 | بطولة أكابولكو للتنس، المكسيك | ترابية  | كونشيتا مارتينيز غرانادوس | إلينا جيدكوفا تاتيانا بربينيس      | 5–7, 3–6 |
| الفوز   | 2.    | 21 مايو 2005   | ستراسبورغ الدولية، فرنسا      | ترابية  | أندريا إيريت فانس         | مارتا دوماتشوسكا مارلين فاينغارتنر | 6–3, 6–1 |

## روابط خارجية
- روزا ماريا أندريس رودريغز على موقع رابطة محترفات التنس (الإنجليزية)
- روزا ماريا أندريس رودريغز على موقع الاتحاد الدولي لكرة المضرب (الإنجليزية)
- روزا ماريا أندريس رودريغز على موقع خلاصة التنس.كوم (الإنجليزية)